# Shadow Detective
Shadow Detective (hangul: 형사록; rr: Hyeongsarok; lit. Registro Criminal, prt: Detetive Sombra; bra: O Detetive das Sombras) é uma série de televisão sul-coreana produzida pelo Studio Dragon, Slingshot Studio e Jumbo Film para a The Walt Disney Company. A série estreou em 26 de outubro de 2022 como Star Original no Disney+. Em 21 de outubro de 2022, a série foi renovada para uma segunda temporada.

## Enredo
Taekrok, um velho detetive prestes a se aposentar, recebe uma ligação ameaçadora de um homem desconhecido e é falsamente acusado de assassinato. Usando o apelido "amigo", o chantagista propõe um jogo. Ele exige que Taekrok revise os casos anteriores pelos quais esteve encarregado. O detetive relembra com angústia do passado para descobrir quem é o chantagista e suas intenções. Será que Taekrok conseguirá terminar esse jogo emocionante?

## Elenco
- Lee Sung-min como Kim Taekrok
- Jin Goo como Gook Jinhan
- Kyung Soo-jin como Lee Seonga
- Lee Hak-joo como Son Gyeongchan
- Kim Hong-pa como Seo Kwangsoo
- Kim Tae-hoon como Woo Hyunseok

## Episódios
A série foi lançada em 26 de outubro de 2022 no Disney+ como uma série Star Original onde disponível, no Hulu nos Estados Unidos e através do Star+ na América Latina.